# Tina Aumont
Tina Aumont, född Maria Cristine Salomons 14 februari 1946 i Hollywood, Kalifornien, död 28 oktober 2006 i Port-Vendres, Pyrénées-Orientales, var en fransk-amerikansk skådespelerska.

## Roller i urval
- 1966 – Modesty Blaise
- 1966 – Rödskinn och råskinn i Texas
- 1969 – Fellini Satyricon
- 1969 – Unge herr Casanova
- 1973 – Odygdens belöning
- 1973 – Torso
- 1974 – Murri-skandalen
- 1976 – Fellinis Casanova
- 1976 – Nina
- 1976 – Utsökta lik